# Ruisseau Combenousse
Le ruisseau Combenousse est une  rivière du sud-ouest de la France, sous-affluent de la Garonne par le Lot.

## Géographie
De 12,8 km de longueur, le ruisseau Combenousse prend sa source dans le département du Cantal commune de Montsalvy et se jette dans le Lot sur la commune de Vieillevie en rive droite.

## Départements et communes traversées
- Cantal : Junhac, Vieillevie, Cassaniouze, Montsalvy.

## Principaux affluents
Le ruisseau Combenousse compte 3 affluents répertoriés 